# Madrider Abkommen über die internationale Registrierung von Marken
Das Madrider Abkommen über die internationale Registrierung von Marken (kurz: Madrider Markenabkommen oder MMA) von 1891 ist ein Abkommen zwischen einer Vielzahl von Ländern, durch welche nationale Marken eines Verbandsstaates auch in den anderen Verbandsstaaten Schutz genießen können und somit eine international registrierte (IR) Marke geschaffen werden kann. Das Abkommen wurde in den Jahren 1900, 1911, 1925, 1934, 1957 revidiert. Eine wichtige weitere Revision geschah 1967 in Stockholm. Vertragssprache dieses Abkommens ist nach Regel 6 des Abkommens Französisch. Hilfsweise können Gesuche auch in Englisch abgefasst werden. Das Madrider Markenabkommen wird von der WIPO in Genf verwaltet und die fälligen Gebühren werden in Schweizer Franken bemessen. Im Jahre 2007 wurden bei der WIPO 38.471 Anträge auf Registrierung eingereicht.

## Prozedere, um den Status als IR-Marke zu erlangen
Um das MMA nutzen zu können, muss folgendes Prozedere durchlaufen werden:
1. erfolgreiche Eintragung einer nationalen Marke beim nationalen Markenamt (zum Beispiel DPMA). Diese Marke wird als Basismarke oder Ursprungsmarke bezeichnet.
2. alternativ zur Eintragung einer nationalen Marke beim nationalen Markenamt genügt seit kurzem auch lediglich die Anmeldung einer nationalen Marke beim nationalen Markenamt (zum Beispiel DPMA).
3. Antrag zum Beispiel nach § 108 MarkenG beim nationalen Markenamt auf internationale Registrierung mit Nennung der Erstreckungsländer
4. Weiterleitung des Antrages durch das nationale Markenamt an die WIPO
5. Veröffentlichung der Marke durch die WIPO ohne Prüfung im Markenblatt Les Marques internationales
6. Weiterleitung des Anmeldeantrages durch die WIPO an die benannten nationalen Markenämter und Prüfung durch diese, ob relative oder absolute Schutzhindernisse vorliegen.
7. Sofern keine Hindernisse vorliegen genießt die IR-Marke den gleichen Schutz wie eine nationale Marke in einem Erstreckungsland

Das MMA vereinfacht so eine mühsamere und teurere Parallelanmeldung bei einer Mehrzahl von nationalen Markenämtern. Die IR-Marke ist jedoch noch in den ersten fünf Jahren nach internationalen Registrierung vernichtbar, sofern die Basismarke innerhalb der fünf Jahre keinen Schutz mehr genießt. Die IR-Marke genießt eine Schutzdauer von 10 Jahren kann aber immer wieder für einen Zeitabschnitt von zehn Jahren, gerechnet vom Ablauf des vorhergehenden Zeitabschnitts an, durch Zahlung der Grundgebühr und gegebenenfalls der Zusatz- und Ergänzungsgebühren erneuert werden.

## Protokoll zum Madrider Abkommen über die internationale Registrierung von Marken (PMMA)
Neben dem MMA ist im Jahre 1989 ein Zusatzprotokoll geschlossen worden. Dieses steht rechtlich selbständig neben dem MMA, wirkt sich aber auch auf das MMA aus. Die 55 Mitgliedstaaten des MMA mussten darum dem Protokoll noch einmal gesondert beitreten. Die Gesamtheit der Staaten, die dem Abkommen oder dem Protokoll beigetreten sind, heißen Madrider Verband (auf Englisch Madrid Union).
Auch Organisationen können dem Protokoll beitreten, so ist zum Beispiel die Europäische Gemeinschaft Verbandsmitglied. Somit verbindet das Protokoll die international registrierte Marke mit dem System der EG-Marke. Über eine IR-Marke kann also eine Gemeinschaftsmarke geschaffen werden. Weiterhin erleichtert das Protokoll die Registrierung der IR-Marke, so dass zum Beispiel die internationale Anmeldung schon mit Stellung des nationalen Markenantrages eingereicht werden kann und nicht bis zur Eintragung der nationalen Marke gewartet werden muss. Auch sind die Fristen und Schutzdauer länger.

## Mitgliedsländer des MMA und PMMA
| Madrider Abkommen über die internationale Registrierung von Marken               | 55 Staaten  |
| Protokoll zum Madrider Abkommen über die internationale Registrierung von Marken | 106 Staaten |